# Diocesi di Alinda

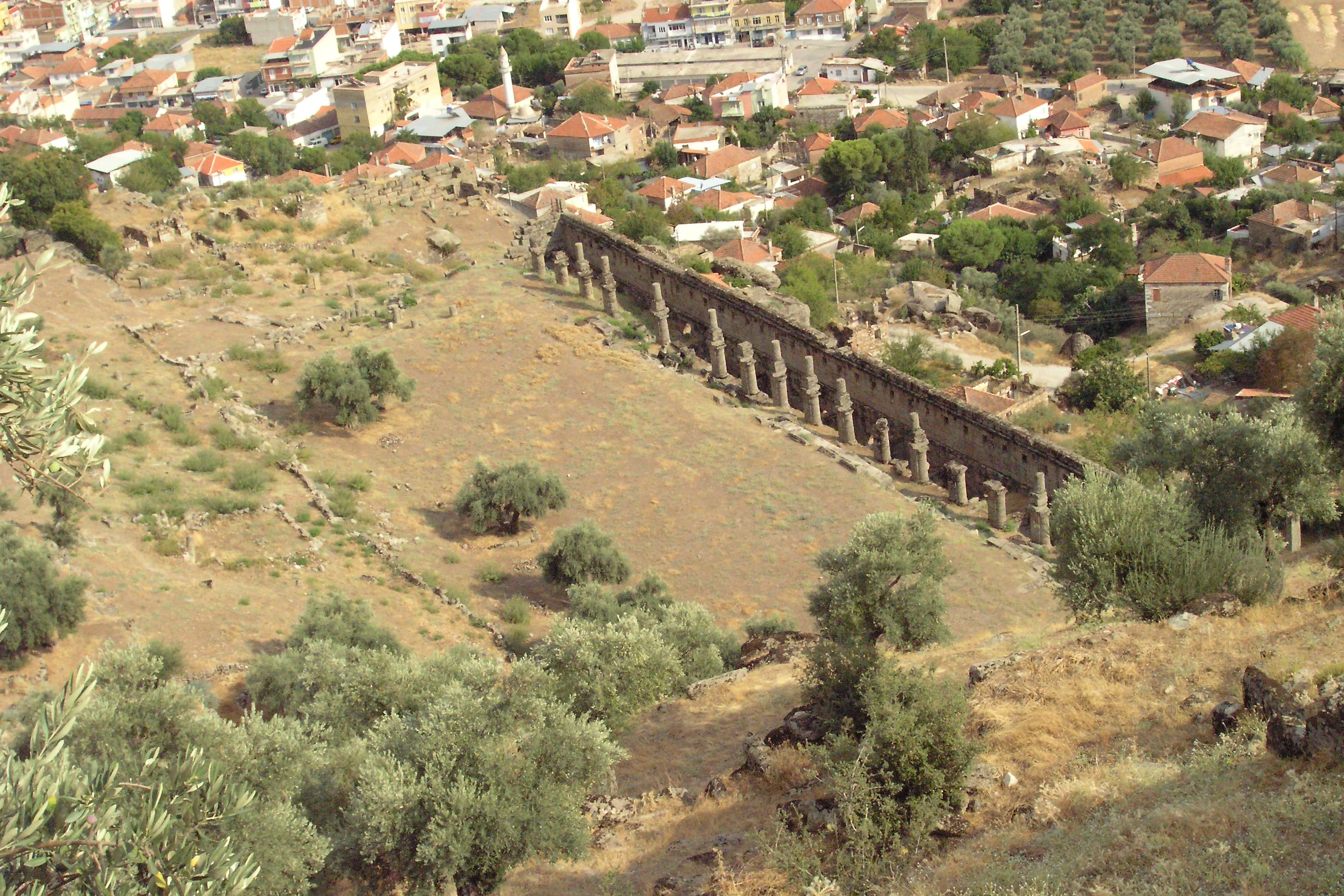
Resti dell'agorà di Alinda.

La diocesi di Alinda (in latino Dioecesis Alindensis) è una sede soppressa del patriarcato di Costantinopoli e una sede titolare della Chiesa cattolica.

## Storia
Alinda, identificabile con Demircideresi (Karpuzlu) nella provincia di Aydın in Turchia, è un'antica sede episcopale della provincia romana della Caria nella diocesi civile di Asia. Faceva parte del patriarcato di Costantinopoli ed era suffraganea dell'arcidiocesi di Stauropoli.
La diocesi è documentata nelle Notitiae Episcopatuum del patriarcato di Costantinopoli fino al XII secolo.
Sono cinque i vescovi noti di questa antica diocesi. Promachio prese parte al concilio di Efeso nel 431, mentre Giovanni a quello di Calcedonia del 451. Pietro, vescovo monofisita, venne deposto per ordine di Giustiniano I nel 519. Teodoreto fu tra i padri del sinodo tenuto dal patriarca Mena di Costantinopoli nel 536 e sottoscrisse il 4 giugno la condanna di Severo di Antiochia, di Pietro di Apamea e del monaco Zoora.. Teofilo infine assistette al concilio di Costantinopoli dell'879-880 che riabilitò il patriarca Fozio.
Dal XIX secolo Alinda è annoverata tra le sedi vescovili titolari della Chiesa cattolica; la sede è vacante dal 6 giugno 1982.

## Cronotassi

### Vescovi greci
- Promachio † (menzionato nel 431)
- Giovanni I † (menzionato nel 451)
  - Pietro † (? - 519 deposto) (vescovo monofisita)
- Teodoreto † (menzionato nel 536)
- Teofilo † (menzionato nell'879)

### Vescovi titolari
- Alexandre-Louis-Victor-Aimé Le Roy, C.S.Sp. † (3 giugno 1892 - 16 giugno 1921 nominato arcivescovo titolare di Caria)
- Edward Komar † (16 giugno 1921 - 29 settembre 1943 deceduto)
- Juan Hervás y Benet † (13 gennaio 1944 - 23 dicembre 1947 succeduto vescovo di Maiorca)
- Eris Norman Michael O'Brien † (5 febbraio 1948 - 11 gennaio 1951 nominato arcivescovo coadiutore di Canberra e Goulburn)
- Gabriel Manek, S.V.D. † (8 marzo 1951 - 3 gennaio 1961 nominato arcivescovo di Ende)
- Charles Alexander Grant † (6 febbraio 1961 - 14 marzo 1967 nominato vescovo di Northampton)
- Robert Lebel † (11 marzo 1974 - 26 marzo 1976 nominato vescovo di Valleyfield)
- Juan Hervás y Benet † (30 settembre 1976 - 6 giugno 1982 deceduto) (per la seconda volta)